# Etna (mitologia)
Segons la mitologia grega, Etna (en grec antic Αἴτνη) va ser una nimfa, filla d'Urà i de Gea. Segons algunes versions, era filla de Briàreu, el gegant de les cent mans.
Quan Demèter i Hefest es disputaven el domini de Sicília, terra de blat i de volcans, Etna hi va participar com a àrbitre. Va acabar donant nom al volcà Etna. Unida a Hefest, va ser mare dels Palics, divinitats de les fonts termals.